# Lijst van Bundesliga-transfers zomer 2013
Dit is een lijst van transfers uit de Duitse Bundesliga in de zomer van 2013.
De transferperiode duurt van 9 juni t/m 31 augustus 2013. Deals mogen op elk moment van het jaar gesloten worden, maar de transfers zelf mogen pas in de transferperiodes plaatsvinden. Transfervrije spelers (spelers zonder club) mogen op elk moment van het jaar gestrikt worden.
Afkortingen: DM = Doelman, VD = Verdediger, MV = Middenvelder, AV = Aanvaller

## FC Augsburg

### In
| No. | Naam        | Nationaliteit | Positie | Oude club     |
| --- | ----------- | ------------- | ------- | ------------- |
| -   | Marwin Hitz | Zwitserland   | DM      | VfL Wolfsburg |

### Uit
| No. | Naam               | Nationaliteit | Positie | Nieuwe club                      |
| --- | ------------------ | ------------- | ------- | -------------------------------- |
| 1   | Simon Jentzsch     | Duitsland     | DM      | gestopt                          |
| 7   | Ja-Cheol Koo       | Zuid-Korea    | MV      | VfL Wolfsburg, was gehuurd       |
| 8   | Knowledge Musona   | Nigeria       | AV      | TSG 1899 Hoffenheim, was gehuurd |
| 15  | Sebastian Langkamp | Duitsland     | VD      | Hertha BSC                       |
| 22  | Somen Tchoyi       | Kameroen      | AV      | onbekend                         |
| 27  | Ji Dong-Won        | Zuid-Korea    | AV      | Sunderland AFC, was gehuurd      |
| 31  | Marco Thiede       | Duitsland     | MV      | SV Sandhausen                    |
| 36  | Stephan Hain       | Duitsland     | AV      | TSV 1860 München                 |

## Bayer Leverkusen

### In
| No. | Naam              | Nationaliteit | Positie | Oude club                         |
| --- | ----------------- | ------------- | ------- | --------------------------------- |
| -   | Andrés Palop      | Spanje        | DM      | Sevilla                           |
| -   | Kostas Stafylidis | Griekenland   | VD      | PAOK Saloniki, was verhuurd       |
| -   | Carlinhos         | Brazilië      | VD      | SSV Jahn Regensburg, was verhuurd |
| -   | Paul Voß          | Duitsland     | VD      | Schwarz-Weiß Essen                |
| -   | Robbie Kruse      | Australië     | AV      | Fortuna Düsseldorf                |

### Uit
| No. | Naam              | Nationaliteit | Positie | Nieuwe club                        |
| --- | ----------------- | ------------- | ------- | ---------------------------------- |
| 2   | Daniel Schwaab    | Duitsland     | VD      | VfB Stuttgart                      |
| 5   | Manuel Friedrich  | Duitsland     | VD      | onbekend                           |
| 7   | Junior Fernándes  | Chili         | AV      | Dinamo Zagreb, verhuurd            |
| 14  | Hajime Hosogai    | Japan         | MV      | Hertha BSC                         |
| 20  | Daniel Carvajal   | Spanje        | VD      | Real Madrid                        |
| 33  | Michael Rensing   | Duitsland     | DM      | Fortuna Düsseldorf                 |
| -   | Christoph Kramer  | Duitsland     | MV      | Borussia Mönchengladbach, verhuurd |
| -   | Nicolai Jörgensen | Denemarken    | AV      | FC Kopenhagen, was al verhuurd     |
| -   | Michael Ortega    | Colombia      | AV      | Club Atlas, was gehuurd            |

## Bayern München

### In
| No. | Naam            | Nationaliteit | Positie | Oude club                       |
| --- | --------------- | ------------- | ------- | ------------------------------- |
| -   | Jan Kirchhoff   | Duitsland     | VD      | FSV Mainz 05                    |
| -   | Mario Götze     | Duitsland     | MV      | Borussia Dortmund               |
| -   | Mitchell Weiser | Duitsland     | MV      | FC Kaiserslautern, was verhuurd |

### Uit
| No. | Naam                  | Nationaliteit | Positie | Nieuwe club                    |
| --- | --------------------- | ------------- | ------- | ------------------------------ |
| 24  | Maximilian Riedmüller | Duitsland     | DM      | onbekend                       |
| 44  | Anatoliy Tymoschuk    | Oekraïne      | MV      | Zenit Sint-Petersburg          |
| -   | Nils Petersen         | Duitsland     | AV      | Werder Bremen, was al verhuurd |

## Borussia Dortmund

### In
| No. | Naam                      | Nationaliteit | Positie | Oude club                    |
| --- | ------------------------- | ------------- | ------- | ---------------------------- |
| -   | Hendrik Bonmann           | Duitsland     | DM      | Rot-Weiss Essen              |
| -   | Sokratis Papastathopoulos | Griekenland   | VD      | Werder Bremen                |
| -   | Lasse Sobiech             | Duitsland     | VD      | Greuther Fürth, was verhuurd |

### Uit
| No. | Naam              | Nationaliteit | Positie | Nieuwe club                                 |
| --- | ----------------- | ------------- | ------- | ------------------------------------------- |
| 10  | Mario Götze       | Duitsland     | MV      | FC Bayern München                           |
| 22  | Patrick Owomoyela | Duitsland     | VD      | onbekend                                    |
| 27  | Felipe Santana    | Brazilië      | VD      | Schalke 04                                  |
| 31  | Marvin Bakalorz   | Duitsland     | VD      | onbekend                                    |
| -   | Julian Koch       | Duitsland     | VD      | FSV Mainz 05, was verhuurd aan MSV Duisburg |
| -   | Daniel Ginczek    | Duitsland     | AV      | FC Nürnberg, was verhuurd aan FC St. Pauli  |

## Borussia Mönchengladbach

### In
| No. | Naam                | Nationaliteit | Positie | Oude club                    |
| --- | ------------------- | ------------- | ------- | ---------------------------- |
| -   | Matthias Zimmermann | Duitsland     | VD      | Greuther Fürth, was verhuurd |
| -   | Christoph Kramer    | Duitsland     | MV      | Bayer Leverkusen, gehuurd    |
| -   | Max Kruse           | Duitsland     | AV      | SC Freiburg                  |

### Uit
| No. | Naam            | Nationaliteit | Positie | Nieuwe club                      |
| --- | --------------- | ------------- | ------- | -------------------------------- |
| 5   | Alexander Ring  | Finland       | MV      | HJK Helsinki, was gehuurd        |
| 6   | Tolga Cigerci   | Turkije       | MV      | VfL Wolfsburg, was gehuurd       |
| 19  | Mike Hanke      | Duitsland     | AV      | SC Freiburg                      |
| 37  | Niklas Dams     | Duitsland     | VD      | onbekend                         |
| -   | Igor de Camargo | België        | AV      | 1899 Hoffenheim, was al verhuurd |
| -   | Mathew Leckie   | Australië     | AV      | FSV Frankfurt, was al verhuurd   |

## Eintracht Braunschweig

### In
| No. | Naam              | Nationaliteit | Positie | Oude club                       |
| --- | ----------------- | ------------- | ------- | ------------------------------- |
| -   | Omar Elabdellaoui | Noorwegen     | VD      | Manchester City, was al gehuurd |
| -   | Marco Caligiuri   | Duitsland     | MV      | FSV Mainz 05                    |

### Uit
| No. | Naam               | Nationaliteit | Positie | Oude club |
| --- | ------------------ | ------------- | ------- | --------- |
| 16  | Emre Turan         | Turkije       | VD      | onbekend  |
| 22  | Randy Edwini-Bonsu | Canada        | AV      | onbekend  |

## Eintracht Frankfurt

### In
| No. | Naam          | Nationaliteit | Positie | Oude club                   |
| --- | ------------- | ------------- | ------- | --------------------------- |
| -   | Vadim Demidov | Noorwegen     | VD      | Celta de Vigo, was verhuurd |
| -   | Johannes Flum | Duitsland     | MV      | SC Freiburg                 |
| -   | Jan Rosenthal | Duitsland     | MV      | SC Freiburg                 |

### Uit
| No. | Naam           | Nationaliteit | Positie | Nieuwe club                |
| --- | -------------- | ------------- | ------- | -------------------------- |
| 3   | Heiko Butscher | Duitsland     | VD      | VfL Bochum                 |
| 4   | Marco Russ     | Duitsland     | VD      | VfL Wolfsburg, was gehuurd |
| 11  | Srdan Lakic    | Kroatië       | AV      | VfL Wolfsburg, was gehuurd |
| 21  | Karim Matmour  | Algerije      | MV      | onbekend                   |

## SC Freiburg

### In
| No. | Naam        | Nationaliteit | Positie | Oude club                   |
| --- | ----------- | ------------- | ------- | --------------------------- |
| 36  | Felix Klaus | Duitsland     | MV      | SpVgg Greuther Fürth        |
| -   | Beg Ferati  | Zwitserland   | VD      | FC Winterthur, was verhuurd |
| -   | Mike Hanke  | Duitsland     | AV      | Borussia Mönchengladbach    |

### Uit
| No. | Naam              | Nationaliteit  | Positie | Nieuwe club              |
| --- | ----------------- | -------------- | ------- | ------------------------ |
| 7   | Cédric Makiadi    | Congo-Kinshasa | MV      | Werder Bremen            |
| 8   | Jan Rosenthal     | Duitsland      | MV      | Eintracht Frankfurt      |
| 9   | Ivan Santini      | Kroatië        | AV      | NK Zadar, was gehuurd    |
| 18  | Johannes Flum     | Duitsland      | MV      | Eintracht Frankfurt      |
| 20  | Max Kruse         | Duitsland      | MV      | Borussia Mönchengladbach |
| 21  | Ezequiel Calvente | Spanje         | MV      | Real Betis, was gehuurd  |
| 26  | Erik Jendrisek    | Slowakije      | AV      | onbekend                 |
| 33  | Mounir Bouziane   | Algerije       | AV      | onbekend                 |
| 40  | Daniel Caligiuri  | Duitsland      | MV      | VfL Wolfsburg            |

## Hamburger SV

### In
| No. | Naam             | Nationaliteit | Positie | Oude club                        |
| --- | ---------------- | ------------- | ------- | -------------------------------- |
| -   | Paul Scharner    | Oostenrijk    | VD      | Wigan Athletic, was verhuurd     |
| -   | Hakan Calhanoglu | Turkije       | MV      | Karlsruher SC, was verhuurd      |
| -   | Kerem Dimirbay   | Turkije       | MV      | Borussia Dortmund II             |
| -   | Robert Tesche    | Duitsland     | MV      | Fortuna Düsseldorf, was verhuurd |

### Uit
| No. | Naam            | Nationaliteit | Positie | Nieuwe club             |
| --- | --------------- | ------------- | ------- | ----------------------- |
| 5   | Jeffrey Bruma   | Nederland     | VD      | Chelsea FC, was gehuurd |
| 37  | Janek Sternberg | Duitsland     | MV      | Werder Bremen II        |

## Hannover 96

### In
| No. | Naam               | Nationaliteit | Positie | Oude club                  |
| --- | ------------------ | ------------- | ------- | -------------------------- |
| -   | Christopher Avevor | Duitsland     | VD      | FC St. Pauli, was verhuurd |
| -   | Daniel Royer       | Oostenrijk    | MV      | FC Köln, was verhuurd      |
| -   | Salif Sané         | Senegal       | MV      | AS Nancy                   |

### Uit
| No. | Naam              | Nationaliteit | Positie | Nieuwe club             |
| --- | ----------------- | ------------- | ------- | ----------------------- |
| 5   | Mario Eggimann    | Zwitserland   | VD      | Union Berlin            |
| 7   | Sérgio Pinto      | Portugal      | MV      | onbekend                |
| 17  | Johan Djourou     | Zwitserland   | VD      | Arsenal FC, was gehuurd |
| 23  | Sofian Chahed     | Tunesië       | VD      | onbekend                |
| 34  | Konstantin Rausch | Duitsland     | MV      | VfB Stuttgart           |
| 38  | Niko Gießelmann   | Duitsland     | MV      | SpVgg Greuther Fürth    |

## Hertha BSC

### In
| No. | Naam                   | Nationaliteit | Positie | Oude club          |
| --- | ---------------------- | ------------- | ------- | ------------------ |
| -   | Sebastian Langkamp     | Duitsland     | VD      | FC Augsburg        |
| -   | Johannes van den Bergh | Duitsland     | MV      | Fortuna Düsseldorf |
| -   | Hajime Hosogai         | Japan         | MV      | Bayer Leverkusen   |

### Uit
| No. | Naam            | Nationaliteit    | Positie | Oude club     |
| --- | --------------- | ---------------- | ------- | ------------- |
| 27  | Alfredo Morales | Verenigde Staten | VD      | FC Ingolstadt |

## 1899 Hoffenheim

### In
| No. | Naam             | Nationaliteit    | Positie | Oude club                                |
| --- | ---------------- | ---------------- | ------- | ---------------------------------------- |
| -   | Kevin Akpoguma   | Duitsland        | VD      | Karlsruher SC                            |
| -   | Edson Braafheid  | Nederland        | VD      | FC Twente, was verhuurd                  |
| -   | Joseph Gyau      | Verenigde Staten | MV      | FC St. Pauli, was verhuurd               |
| -   | Igor de Camargo  | België           | AV      | Borussia Mönchengladbach, was al gehuurd |
| -   | Knowledge Musona | Nigeria          | AV      | FC Augsburg, was verhuurd                |

### Uit
| No. | Naam           | Nationaliteit | Positie | Nieuwe club                    |
| --- | -------------- | ------------- | ------- | ------------------------------ |
| 14  | Chris          | Brazilië      | VD      | onbekend                       |
| 21  | Patrick Ochs   | Duitsland     | VD      | VfL Wolfsburg, was gehuurd     |
| 33  | Takashi Usami  | Japan         | MV      | Gamba Osaka, was gehuurd       |
| 34  | Heurelho Gomes | Brazilië      | DM      | Tottenham Hotspur, was gehuurd |

## FSV Mainz 05

### In
| No. | Naam             | Nationaliteit | Positie | Oude club                  |
| --- | ---------------- | ------------- | ------- | -------------------------- |
| -   | Julian Koch      | Duitsland     | VD      | Borussia Dortmund          |
| -   | Christoph Moritz | Duitsland     | MV      | Schalke 04, was verhuurd   |
| -   | Anthony Ujah     | Nigeria       | AV      | 1. FC Köln, was verhuurd   |
| -   | Deniz Yilmaz     | Turkije       | AV      | SC Paderborn, was verhuurd |

### Uit
| No. | Naam               | Nationaliteit | Positie | Nieuwe club                   |
| --- | ------------------ | ------------- | ------- | ----------------------------- |
| 6   | Marco Caligiuri    | Duitsland     | MV      | Eintracht Braunschweig        |
| 8   | Radoslav Zabavnik  | Slowakije     | VD      | onbekend                      |
| 15  | Jan Kirchhoff      | Duitsland     | VD      | FC Bayern München             |
| 25  | Andreas Ivanschitz | Oostenrijk    | MV      | onbekend                      |
| 34  | Fabian Schönheim   | Duitsland     | VD      | Union Berlin, was al verhuurd |
| 39  | Ivan Klasnic       | Kroatië       | AV      | onbekend                      |

## FC Nürnberg

### In
| No. | Naam              | Nationaliteit | Positie | Oude club                     |
| --- | ----------------- | ------------- | ------- | ----------------------------- |
| -   | Martin Angha      | Zwitserland   | VD      | Arsenal FC                    |
| -   | Almog Cohen       | Israël        | MV      | Hapoel Tel-Aviv, was verhuurd |
| -   | Philipp Klement   | Duitsland     | MV      | Hansa Rostock, was verhuurd   |
| -   | Manuel Zeitz      | Duitsland     | MV      | SC Paderborn, was verhuurd    |
| -   | Mariusz Stepinski | Polen         | AV      | Widzew Łódź                   |

### Uit
| No. | Naam             | Nationaliteit | Positie | Nieuwe club                |
| --- | ---------------- | ------------- | ------- | -------------------------- |
| 8   | Sebastian Polter | Duitsland     | AV      | VfL Wolfsburg, was gehuurd |

## Schalke 04

### In
| No. | Naam               | Nationaliteit | Positie | Oude club                    |
| --- | ------------------ | ------------- | ------- | ---------------------------- |
| -   | Sergio Escudero    | Spanje        | VD      | Getafe CF, was verhuurd      |
| -   | Tim Hoogland       | Duitsland     | VD      | VfB Stuttgart, was verhuurd  |
| -   | Felipe Santana     | Brazilië      | VD      | Borussia Dortmund            |
| -   | Anthony Annan      | Ghana         | MV      | Osasuna, was verhuurd        |
| -   | José Manuel Jurado | Spanje        | MV      | Spartak Moskou, was verhuurd |
| -   | Philipp Hofmann    | Duitsland     | AV      | SC Paderborn, was verhuurd   |

### Uit
| No. | Naam                | Nationaliteit | Positie | Nieuwe club               |
| --- | ------------------- | ------------- | ------- | ------------------------- |
| 8   | Ciprian Marica      | Roemenië      | AV      | onbekend                  |
| 11  | Ibrahim Afellay     | Nederland     | MV      | FC Barcelona, was gehuurd |
| 18  | Raffael             | Brazilië      | AV      | Dinamo Kiev, was gehuurd  |
| 21  | Christoph Metzelder | Duitsland     | VD      | gestopt                   |
| 28  | Christoph Moritz    | Duitsland     | MV      | FSV Mainz 05              |

## VfB Stuttgart

### In
| No. | Naam                | Nationaliteit | Positie | Oude club                       |
| --- | ------------------- | ------------- | ------- | ------------------------------- |
| -   | Thorsten Kirschbaum | Duitsland     | DM      | Energie Cottbus                 |
| -   | Patrick Bauer       | Duitsland     | VD      | CS Marítimo, was verhuurd       |
| -   | Konstantin Rausch   | Duitsland     | VD      | Hannover 96                     |
| -   | Gotoku Sakai        | Japan         | VD      | Albirex Niigata, was al gehuurd |
| -   | Daniel Schwaab      | Duitsland     | VD      | Bayer Leverkusen                |
| -   | Patrick Funk        | Duitsland     | MV      | FC St. Pauli, was verhuurd      |
| -   | Marco Rojas         | Australië     | MV      | Melbourne Victory               |
| -   | Sercan Sararer      | Turkije       | MV      | Greuther Fürth                  |

### Uit
| No. | Naam             | Nationaliteit | Positie | Nieuwe club                    |
| --- | ---------------- | ------------- | ------- | ------------------------------ |
| 3   | Felipe           | Brazilië      | VD      | VfL Wolfsburg, was gehuurd     |
| 13  | Mamadou Bah      | Senegal       | MV      | onbekend                       |
| 14  | Federico Macheda | Italië        | AV      | Manchester United, was gehuurd |
| 22  | Marc Ziegler     | Duitsland     | DM      | gestopt                        |
| 23  | Tim Hoogland     | Duitsland     | VD      | Schalke 04, was gehuurd        |

## Werder Bremen

### In
| No. | Naam           | Nationaliteit  | Positie | Oude club                |
| --- | -------------- | -------------- | ------- | ------------------------ |
| -   | Cédric Makiadi | Congo-Kinshasa | MV      | SC Freiburg              |
| -   | Denni Avdic    | Zweden         | AV      | PEC Zwolle, was verhuurd |
| -   | Nils Petersen  | Duitsland      | AV      | Bayern München           |

### Uit
| No. | Naam                      | Nationaliteit | Positie | Nieuwe club             |
| --- | ------------------------- | ------------- | ------- | ----------------------- |
| 6   | Kevin De Bruyne           | België        | MV      | Chelsea FC, was gehuurd |
| 22  | Sokratis Papastathopoulos | Griekenland   | VD      | Borussia Dortmund       |
| 33  | Christian Vander          | Duitsland     | DM      | gestopt                 |

## VfL Wolfsburg

### In
| No. | Naam               | Nationaliteit | Positie | Oude club                              |
| --- | ------------------ | ------------- | ------- | -------------------------------------- |
| -   | Max Grün           | Duitsland     | DM      | SpVgg Greuther Fürth                   |
| -   | Felipe             | Brazilië      | VD      | VfB Stuttgart, was verhuurd            |
| -   | Patrick Ochs       | Duitsland     | VD      | 1899 Hoffenheim, was verhuurd          |
| -   | Emanuel Pogatetz   | Oostenrijk    | VD      | West Ham United, was verhuurd          |
| -   | Marco Russ         | Duitsland     | VD      | Eintracht Frankfurt, was verhuurd      |
| -   | Michael Schulze    | Duitsland     | VD      | Energie Cottbus, was verhuurd          |
| -   | Tolga Cigerci      | Turkije       | MV      | Borussia Mönchengladbach, was verhuurd |
| -   | Akaki Gogia        | Georgië       | MV      | FC St. Pauli, was verhuurd             |
| -   | Mateusz Klich      | Polen         | MV      | PEC Zwolle, was verhuurd               |
| -   | Ja-Cheol Koo       | Zuid-Korea    | MV      | FC Augsburg, was verhuurd              |
| -   | Ibrahim Sissoko    | Ivoorkust     | MV      | Panathinaikos, was verhuurd            |
| -   | Nassim Ben Khalifa | Zwitserland   | AV      | Grasshopper, was verhuurd              |
| -   | Daniel Caligiuri   | Duitsland     | AV      | SC Freiburg                            |
| -   | Rasmus Jönsson     | Zweden        | AV      | FSV Frankfurt, was verhuurd            |
| -   | Srdan Lakic        | Kroatië       | AV      | Eintracht Frankfurt, was verhuurd      |
| -   | Stefan Kutschke    | Duitsland     | AV      | RB Leipzig                             |
| -   | Sebastian Polter   | Duitsland     | AV      | FC Nürnberg, was verhuurd              |
| -   | Giovanni Sio       | Frankrijk     | AV      | FC Sochaux, was verhuurd               |

### Uit
| No. | Naam               | Nationaliteit | Positie | Nieuwe club       |
| --- | ------------------ | ------------- | ------- | ----------------- |
| 16  | Sotirios Kyrgiakos | Griekenland   | VD      | onbekend          |
| 17  | Alexander Madlung  | Duitsland     | VD      | onbekend          |
| 30  | Yohandry Orozco    | Venezuela     | MV      | Deportivo Táchira |
| 35  | Marwin Hitz        | Zwitserland   | DM      | FC Augsburg       |
| 38  | Thomas Kahlenberg  | Denemarken    | MV      | onbekend          |